# بیل امرسن
بیل امرسن (انگلیسی: Bill Amerson؛ زاده ) از پیشگامان صنعت پورنو، تهیه‌کننده و بازیگر اهل ایالات متحده آمریکا است. 